# حمد بن ثامر آل ثاني
حمد بن ثامر بن محمد بن ثاني آل ثاني من الشخصيات البارزة في المجال الإعلامي والرياضي.

## مناصب
شغل الشيخ حمد بن ثامر المناصب التالية:
- التحق بالعمل في وزارة الإعلام والثقافة في العام 1987، وتدرج في مناصب إعلامية عدة في الوزارة إذ عُيّن مديراً للشؤون الإعلامية، ثم مساعداً لوكيل الوزارة للشؤون الإعلامية.
- شغل منصب وكيل وزارة الإعلام والثقافة.
- شارك في العديد من الدورات والندوات واللقاءات الإعلامية في عدد من الدول العربية والأجنبية في مجالات الإدارة والصحافة والإعلام المرئي والمسموع.
- شارك في إنشاء شبكة الجزيرة الإعلامية.
- عُيّن رئيساً لمجلس إدارة المؤسسة القطرية للإعلام.[1]
- رئيس مجلس إدارة قناة الأطفال.
- شارك في مؤتمرات دولية وقمم على مستوى الأمم المتحدة والجامعة العربية والمؤتمر الإسلامي وغيرها من الملتقيات الدولية، كما شارك في عدد من القمم واللقاءات الثنائية.

ويتولى الشيخ حمد بن ثامر المناصب التالية:
- رئيس مجلس إدارة شبكة الجزيرة الإعلامية.
- رئيس مجلس إدارة مركز الدوحة لحرية الإعلام.
- يرأس المؤسسة القطرية للإعلام.
- عضو لجنة إعداد مشروع الدستور الدائم لدولة قطر.